# 虎号战列巡洋舰
虎号战列巡洋舰是英国皇家海军狮级战列巡洋舰预算中的四号舰，原设计方案进行了较大的改动，主炮塔布局与英国为日本建造的金刚级战列巡洋舰的布局相同，将舯部主炮塔移至第三烟囱和机轮舱之间，改善主炮的射界以及炮口爆风对舰体上层建筑的冲击。由于锅炉技术的进步，动力装置也进行修改，在锅炉数量减少的情况下输出功率仍然比狮级有明显提高。在排水量提高的情况下，使增强防护成为可能，水平装甲板有所加强，因为改动较大，所以单独划分为一个级别。1912年6月开工。该舰是英国皇家海军中最后一艘以煤作为主要燃料的大型战舰。在胡德号战列巡洋舰服役之前是英国皇家海军最大的主力舰。
虎号服役后正赶上第一次世界大战。1915年参加了多格尔沙洲海战。1916年参加日德兰海战，海战中被德舰主炮17发大口径穿甲弹命中，Ｑ、Ｘ炮塔被击穿。战争结束后，1924年开始改为训练舰。按照《伦敦海军条约》的规定，于1932年退役拆毁。

## 性能数据
- 排水量：标准排水量28340吨/满载排水量35710吨；
- 外形尺寸：全长214.6米/宽27.6米/最大吃水9.3米
- 动力：锅炉数量39台，主机输出功率(正常)85000马力/(过载)108000马力。
- 航速：27.5节；续航力：4650海里/25节
- 武备：8门双联装13.5英寸/45倍口径主炮，12座单装6英寸口径副炮，2座3英寸高炮，4座21英寸水下鱼雷管
- 装甲（英寸）：主装甲带(最大)9，甲板3，水密舱隔板5，炮塔(正面)9，炮座8，指挥塔10
- 舰员：1120-1185人